# Dayingjie (köpinghuvudort i Kina, Yunnan Sheng, lat 24,31, long 102,64)
Dayingjie (kinesiska: 大营街, 九溪) är en köpinghuvudort i Kina. Den ligger i provinsen Yunnan, i den sydvästra delen av landet, omkring 85 kilometer söder om provinshuvudstaden Kunming. Antalet invånare är 26 760. Befolkningen består av 13 259 kvinnor och 13 501 män. Barn under 15 år utgör 20,0 %, vuxna 15-64 år 70 %, och äldre över 65 år 9,0 %.
Runt Dayingjie är det tätbefolkat, med 397 invånare per kvadratkilometer. Närmaste större samhälle är Yuxi, 11,2 km nordväst om Dayingjie. I omgivningarna runt Dayingjie växer huvudsakligen savannskog.
Genomsnittlig årsnederbörd är 1 044 millimeter. Den regnigaste månaden är juni, med i genomsnitt 211 mm nederbörd, och den torraste är februari, med 12 mm nederbörd.